# Смирновия
Смирновия (лат. Smirnowia) — род растений семейства Бобовые.
Известен лишь один вид — Смирновия туркестанская (Smirnowia turkestana).
Род назван в честь казанского ботаника Сергея Михайловича Смирнова, впервые нашедшего это растение в Кызыл-Кумах.

## Распространение
Эндемик Средней Азии. Растёт только в песках Каракумов и Кызылкумов. К редким видам не относят.

## Ботаническое описание
Невысокий травянистый кустарник до 1 метра высоты. Стебли прутьевидные с многочисленными тонкими веточками, которые очень густо опушены белесоватыми волосками.
Листья простые, редко-тройчатые с обратнояйцевидными, выемчатыми на верхушке листочками. Снизу густо покрыты волосками, напоминающими войлок.
Цветки собраны в рыхлые кисти в пазухах листьев. Чашечка войлочно-волосистая, с небольшими ланцетно-треугольными зубцами, более короткими, чем трубка, причем три зубца длиннее двух других. Венчик лиловый, редко белый, длиной около 15 мм; парус округлый, почти почковидный, на верхушке выемчатый; лодочка согнутая на верхушке, тупая; крылья овальные, кверху несколько расширенные, слегка серповидные.
Плоды — овальные, пузыревидные бобы, длиной до 5 см, тонко поперечно-жилковатые, мелко-пушистые, на коротких ножках. Семена почковидные, длиной около 5 мм, сжатые с боков, с округлым рубчиком, часть семяпочек обычно недоразвитая.
Цветение происходит в апреле — мае, а плодоношение — в мае — июне.

## Химический состав
В траве найдены алкалоиды, относящиеся к производным путресцина, из которых выделены сферофизин, смирновин и смирновинин. Весной в траве содержится небольшое количество смирновина (до 0,052 %), в августе повышается количество сферофизина (0,09 %) и смирновинина (0,36 %).

## Медицинское применение
Алкалоиды смирновинин и сферофизин способны снижать кровяное давление.